# Arkholme-with-Cawood
Pour les articles homonymes, voir Cawood (homonymie).
Arkholme-with-Cawood est une paroisse civile du Lancashire, en Angleterre.